# 英格蘭王室對法國王位的主張
英格蘭王室對法國王位的主張是始於1340年，歷任英王自稱擁有法國王位繼承權的歷史事件，而該主張直至1801年才告落幕。除了1360至1369年和1420至1422年間，歷任英格蘭君主，包括《1707年联合法案》通過後的大不列顛王國君主，都宣稱自己擁有「法蘭西國王」或「法蘭西女王」的稱號。

## 歷史
英王對法國王位的主張，最先由英王愛德華三世在1340年提出。當時英格蘭的貴族也多是法國諾曼人的後代，而愛德華自己正是法國諾曼人的後代，其母親法蘭西的伊莎貝拉正是法王查理四世的妹妹。因此愛德華三世在其法王舅父駕崩後，作為其最近的男性血親，宣稱自己擁有法國王位繼承權，並藉此發動英法百年戰爭。
但在法國方面，自雨果·卡佩在987年獲選法王，法國王位一直只由子孫承繼，1316年以前更是清一色的父傳子，因此並無憑母系血緣關係繼承王位的先例。而且卡佩王室歷任君主一直不缺兒子和弟弟。因此直到1316年，路易十世和約翰一世接連駕崩，才有女性是否可以繼位的爭論，也即是路易十世的幼女瓊安能否繼位，但最後由路易十世的弟弟腓力繼位。後來有說法指該決定建基於公元5世紀的薩利克繼承法，但近年有研究指，歐洲人是在這次王位危機相當久以後，才重新發現薩利克繼承法，因此不排除是有後人為此決定增添合法性和信服力。
1328年，查理四世駕崩再次促發王位繼承爭端，雖然公認女性不能繼承王位，但查理四世的外甥，英王爱德华三世認為其母親可以將繼承權傳給他。但嚴格遵守薩利克繼承法的法國，認為女性及其後代無權繼承一切封號，查理四世的堂弟安茹伯爵腓力，最後獲得了王位。此時爱德华三世接受現實，行使了作為法國貴族吉耶訥公爵(Duc de Guyenne)的責任，向新王致敬。但此後12年，兩王一直就在法國君臣關係的性質不斷爭議，最終導致英法於1337年開戰，百年戰爭爆發，愛德華三世更在1340年開始自稱為「法蘭西國王」，開啟了英格蘭王室對法國王位的主張的第一頁。
愛德華三世繼續沿用「法蘭西國王」稱號直至1360年5月8日，英法兩國簽訂《布勒丁尼條約》，英王放棄法王稱號以換取更多法國的土地。但1369年兩國敵意在此萌生，愛德華三世再次啟用「法蘭西國王」的頭銜，以至其後代一直沿用到1420年5月21日簽訂《特魯瓦條約》，英國承認法王夏爾六世的合法地位，但夏爾六世承認英格蘭國王亨利五世為其繼承人，剝奪夏爾六世兒子王太子夏爾的繼承權。亨利五世便以「法蘭西儲君兼攝政王 」（Héritier et régent de France）自居。
亨利五世和夏爾六世在1422年的兩個月內相繼駕崩，亨利五世年幼的兒子亨利六世登基成為英法兩國的國王，成為歷任英王當中唯一一位有名有實的法國國王，僅非自稱。但很快在1429年，夏爾七世在聖女貞德的支持下，成功在亞眠登基，並將英國驅離北法。1435年夏爾七世結束了和勃艮地和阿馬尼亞克的內戰，次年順利返抵巴黎，更在1453年攻佔英國人在諾曼地和吉耶訥地區的最後據點，僅餘加萊直至1558年才為法國所收復。

## 最初的主張者

### 「法蘭西國王」(1340年)

愛德華三世王徽，帶有英格蘭的獅子和法國的百合花飾。

- 英王愛德華三世  (1340年1月24日 -1360年5月8日，首次宣稱其主張)

### 「法蘭西國王」(1369年恢復其主張)

1405年後的英格蘭王徽，跟隨法國方面的新王徽，帶有藍底三百合花飾。

- 英王愛德華三世 (1369年 - 1377年6月21日，恢復其主張)
- 英王理查二世 (1377年6月22日 - 1399年9月30日)
- 英王亨利四世 (1399年9月30日 - 1413年3月20日)
- 英王亨利五世 (1413年3月21日 - 1420年5月21日)

### 法蘭西太子(1420年)

亨利六世的王徽

- 英王亨利五世 (1420年5月21日 - 1422年8月31日)
- 英王亨利六世 (1422年8月31日 -10月21日)，在法王查理六世駕崩後，依據《特魯瓦條約》繼承法國王位。

### 法蘭西國王 (1422年)
- 英王亨利六世 (1422年10月21日 - 1461年3月4日，1470年10月31日 - 1471年4月11日)在1422至1453年間實際統治了法國北部，並在1431年12月16日加冕。而法國南部則擁戴原來的王太子查理七世為王。亨利六世於1461年3月4日在英格蘭為愛德華四世所廢黜，但蘭開斯特王室的支持者繼續承認其英王地位，於1470年一度恢復其王位。

## 加萊的統治者
隨著英王亨利六世1453年起的精神失常和隨後而至的玫瑰戰爭，英國王室已無暇主張其法國王位繼承權，並在百年戰爭幾乎失去所有在歐陸的領地，唯成功固守法國北部的加萊，直至1558年共有8位英王以「法蘭西國王」或「法蘭西女王」之名，統治加萊：
- 英王爱德华四世 (1461年3月4日 - 1470年10月30日，1471年4月11日 - 1483年4月9日).
- 英王爱德华五世 (1483年4月9日 - 6月25日)
- 英王理查三世 (1483年6月25日 - 1485年8月22日)
- 英王亨利七世 (1485年8月22日 - 1509年4月21日)
- 英王亨利八世 (1509年4月21日 - 1547年1月28日)
- 英王爱德华六世 (1547年1月28日 - 1553年7月6日)
- 简·格雷郡主 (1553年7月6/10日 - 7月19日)
- 英女王玛丽一世和英配王菲利普 (1553年7月19日 - 1558年1月7日)

## 都鐸王朝的主張者
16世紀英法關係依然緊張，吉斯公爵弗朗索瓦麾下的法軍在1558年1月7日攻陷加萊，玛丽一世和其妹伊莉莎白一世繼續沿用法蘭西女王的稱號，縱使伊莉莎白一世在1559年的《卡托-康布雷齐和约》放棄對加萊的主權。
- 英女王玛丽一世 (1558年1月7日 - 11月17日)
- 英女王伊丽莎白一世 (1558年11月17日 - 1603年3月24日)

## 斯圖亞特王朝的主張者
伊丽莎白一世膝下無嗣駕崩，並由表親蘇格蘭王詹姆斯六世入繼英格蘭王位，兩國維持共主邦聯關係直至1707年。這段時間歷任英王繼續保有對法國王位的主張，但都是有名無實，並未出兵挑戰在位法王亨利四世、路易十三和路易十四的權位。而英王查理一世更迎娶了路易十三的妹妹，他們的兒子查理二世更在英吉利共和国期间到法國避難，固然他沒有放棄其「法蘭西國王」的稱號，但也不曾強調之。后来查理二世的弟弟詹姆斯二世被废流亡法国后也是如此。
该时期自称法兰西国王的英国国王：
- 詹姆斯一世/六世 (1603年3月24日 - 1625年3月27日)
- 查理一世 (1625年3月27日 - 1649年1月30日)
- 查理二世 (1649年1月30日 - 1685年2月6日)
- 詹姆斯二世/七世 (1685年2月6日 - 1689年2月12日)
- 玛丽二世 (1689年2月13日 - 1694年12月28日)
- 威廉三世/二世 (1689年2月13日 - 1702年3月8日)
- 安妮 (1702年3月8日 - 1707年5月1日)

## 大不列顛的主張者
1707年聯合法案宣布英格蘭王國和蘇格蘭王國合併成為新的大不列顛王國，該王國至1801年共歷四任君主，皆保有對法國王位的主張，但他們並沒有對路易十四和其繼承人路易十五、路易十六、路易十七和路易十八的王位提出任何實際的挑戰。
- 安妮 (1707年5月1日 - 1714年8月1日).
- 乔治一世 (1714年8月1日 - 1727年6月11日)
- 乔治二世 (1727年6月11日 - 1760年10月25日)
- 乔治三世 (1760年10月25日 - 1801年1月1日)

## 放棄主張
法國大革命在1792年9月21日推翻了君主制度，第一共和國取而代之。在1797年的里爾和會上，法國代表要求英王放棄對法國王位的主張，作為講和條件之一。
而1800年聯合法案將大不列顛王國和愛爾蘭王國合併為大不列顛和愛爾蘭王國之時，喬治三世決定放棄對法國王位的主張，並去除了王徽上的百合花飾，並在1802年的《亞眠和約》正式承認法蘭西共和國。
但詹姆斯黨的覦位王子並不承認這個決定，當時的覦位王子亨利·本尼迪克特·斯圖亞特樞機繼續宣稱自己是「英格蘭、蘇格蘭、法蘭西和愛爾蘭國王」，直至1807年7月13日逝世為止。
然而英國君主至今保有「諾曼底公爵」的頭銜。

## 詹姆斯黨
詹姆斯黨並沒有承認英國政府和漢諾威王室的決定，而他們的覦位王子繼續宣稱自己是「英格蘭、蘇格蘭、法蘭西和愛爾蘭國王」，縱然他們的繼承權在1689年給英國國會廢除了。直至1807年，四位覦位王子繼續沿用「法蘭西國王」的稱號。
- 詹姆士二世/七世 (1689年2月12日 – 1701年9月16日).
- 詹姆斯·弗朗西斯·爱德华·斯图亚特 (1701年9月16日 – 1766年1月1日)，自己是為詹姆士三世/八世，又以「聖喬治爵士 (the Chevalier de St. George)」和「老覦位王子」著稱。
- 查尔斯·爱德华·斯图亚特  (1766年1月1日 – 1788年1月31日)，自己是為查理三世，以「小王子查理」、「小爵士」和「小覦位王子」著稱。
- 亨利·本篤·斯圖亞特樞機 (1788年1月31日 – 1807年7月13日), 自己是為亨利九世/一世

值得一提的是，在1713年《烏得勒支和約》簽訂之前，詹姆士二世和其子老覦位王子都是一直領取法王路易十四給他們的年金津貼。

## 詹姆斯黨繼承人
詹姆斯黨人在1807年後繼續供奉英國本土正統以外的繼承人，他們習慣沿用「法蘭西國王/女王」的稱號，但繼承人自己卻從不聲明自己的主張，正如他們不曾聲張對英國王位繼承的主張一般。
- 薩丁尼亞國王卡洛·埃馬努埃萊四世（1807年7月13日 – 1819年10月6日），查理一世幼女的後代。
- 薩丁尼亞國王維托里奧·埃馬努埃萊一世（1819年10月6日 – 1824年1月10日），卡洛·埃馬努埃萊四世的弟弟
- 摩德納公爵夫人瑪麗亞·貝亞特麗切（1824年1月10日 – 1840年9月15日），维托里奥·埃馬努埃萊一世的女兒
- 摩德纳公爵法蘭西斯科五世（1840年9月15日 – 1875年11月20日），瑪麗亞·貝亞特麗切的兒子
- 巴伐利亞王后瑪麗亞·特蕾莎 (1875年11月20日 – 1919年2月3日)，法蘭西斯科五世的姪女
- 巴伐利亚王储鲁普雷希特 (1919年2月3日 – 1955年8月2日)，瑪麗亞·特蕾莎之子
- 巴伐利亚公爵阿尔布雷希特 (1955年8月2日 – 1996年7月8日)，鲁普雷希特之子
- 巴伐利亚公爵法蘭茲 (1996年7月8日至今)，阿尔布雷希特之子

## 失敗的主張者
下面的人曾經在英國本土叛亂，自稱為英王，兼用了「法蘭西國王」的稱號。
- 兰伯特·希蒙（Lambert Simnel），自稱為瓦維克伯爵，並曾自以是為「英格蘭和法蘭西國王愛德華六世」(1487年5月24日-6月17日)，在斯托克戰役中為亨利七世所生擒。
- 蒙茅思公爵詹姆斯·司各特（James Scott, Duke of Monmouth），查理二世的私生子，自以是為「英格蘭、蘇格蘭、法蘭西和愛爾蘭國王」(1685年6月20日 - 7月6日)，在塞奇莫爾戰役為詹姆斯二世/七世所生擒。

## 加拿大自治領
加拿大國徽上的百合花飾，引來不少人揣測其與英格蘭王室歷史上對法國王位的主張有關。但設計加拿大國徽的委員會早在1921年就指出，使用百合花飾的原因是指加拿大是承繼英格蘭、蘇格蘭、愛爾蘭和法蘭西四個母國文化的國家。時至今日，加拿大國徽一直沿用百合花飾。

### 引用
1. ↑  . www.heraldica.org.   [2020-10-23]. （原始内容存档于2021-01-24）.
2. ↑  Taylor, C. . French History. 2001-12-01, 15 (4): 358–377. ISSN 0269-1191. doi:10.1093/fh/15.4.358 （英语）.
3. ↑  Matheson, John Ross. . G. K. Hall. 1980: 16. ISBN 978-0-8161-8426-2 （英语）.

### 來源
- The Titles of the European Rulers
- Royal Styles （页面存档备份，存于）
- Royal Arms of Britain
- How George III lost France: Or, Why Concessions Never Make Sense